# 土衛四十五
土卫四十五（Kari），编号S/2006 S 2，是环绕土星运行的一颗卫星。

## 概述
這顆衛星的平均直徑約為7公里，每1245.06天以逆行方向繞土星公轉一週，與土星赤道的軌道傾角為148.384°，軌道離心率0.3405，自轉週期為7.70 ± 0.14小時。